# Михаил Уљанов
Михаил Александрович Уљанов (рус. Михаи́л Алекса́ндрович Улья́нов; Бергамак, 20. новембар 1927 – Москва, 26. март 2007) био је совјетски и руски глумац, једна од најпознатијих и најцењенијих личности совјетског позоришта и кинематографије послератног периода. Одликован је као Народни уметник СССР-а 1969. и као Херој социјалистичког рада 1986. године, а специјалну награду на филмском фестивалу у Венецији добио је 1982. године. Прималац је и награда Почасни радник културе Пољске (1974), лауреат Лењинове награде (1966), Државне награде СССР-а (1983), Државне награде РСФСР-а. К. С. Станиславског (1975) и филмске награде „Ника“ (2000). Додељена су му два ордена Лењина (1986). Један је од најистакнутијих уметника Совјетског Савеза и постсовјетске Русије..
Резултат његове дуге глумачке каријере је неколико десетина улога на сцени и око 70 у филмовима. Критичар Валериј Кичин је написао: „Био је глумац који је могао да савлада било коју улогу – од високих пафоса до гротеске, од народне драме до циркуске ексцентричности“. Вахтанговско позориште је за њега било неодвојиви део живота, „други дом“, без којег није могао да замисли себе. У њему је играо многе значајне историјске личности (Јосиф Стаљин, Марко Антоније, Гај Јулије Цезар, Ричард III, Наполеон Бонапарта, Сергеј Киров, Понтије Пилат, Владимир Лењин) и измишљене ликове култних драма (Виктора у „Варшавској мелодији”, Бригела у „Принцези Турандот”, Гулевог у „Конармији“, Едигеја у „И дан траје дуже од века“)..
Распон глумчевих филмских улога био је невероватно широк и кретао се од „жестоких вођа, силних и јакоумних људи“ до „кукавичких“ доушника и „џандрљивих драматурга“. Слика команданта Георгија Жукова, коју је он оличио у „Ослобођењу” и другим војним филмовима (око 20 трака), препозната је од стране критичара и гледалаца као најупечатљивија у филмској каријери глумца. Међу осталим запаженим улогама Уљанова су Јегор Трубников („Председник“), Дмитриј Карамазов („Браћа Карамазови“), генерал Григориј Чарнота („Бег“), драматург Ким Јесењин („Тема“), Сергеј Абрикосов („Частан живот“), Он — бивши муж („Без сведока“), Иван Афонин („Ворошиловски стрелац“), „Отац“ („Антикилер“)..
Михаил Александрович Уљанов је преминуо 26. марта 2007. године у московској болници. Узрок смрти су били озбиљни проблеми са бубрезима који су се развили у терминалној фази рака. Дана 29. марта глумац је сахрањен на Новодевичјем гробљу уз војне почасти. Име глумца носи арктички танкер и Омско државно северно драмско позориште у граду Тари поред којег му је 2012. године подигнут споменик.

## Биографија
Михаил Александрович Уљанов је своје детињство и младост провео у граду Тари у Омској области. Иако је пао на испитима Шепкинскове школе и у школи Московског уметничког позоришта, преселио се у Омск 1944. да би постао глумац. После две године студија у студију Омске Драме одлази у Москву и 1946. године уписује Шукинову позоришну школу.
Уљанов је радио у Вахтанговском театру од 1950. године, а руководио је њиме од 1987. На сцени је играо широк спектар ликова, међу којима је Рогожин у Идиоту Достојевског био најистакнутији. Године 1979, поставио је епски роман Василија Шукшина Дошао сам да ти дам слободу, где је глумио Степана Разина. Године 1985, Михаил Уљанов је поставио сатирични памфлет Купац детета америчког драмског писца Џона Херсија.
Што се тиче филмова, често је добијао улоге преданих комунистичких вођа попут Владимира Лењина и маршала Жукова. Његов познати лик Јегор Трубников у филму Председник (1964) постао је совјетски класик и његова најамблематичнија улога.
Браћа Карамазови, филм из 1969. чији је корежирао, номинован је за Оскара за најбољи филм на страном језику и уврштен је на 6. Московски међународни филмски фестивал. Он је глумио и у филмовима Тема (1979) и Приватни живот (1982), који су освојили највеће награде на Берлинском филмском фестивалу, односно Венецијанском филмском фестивалу.
У скорије време, био је афирмисан за улоге Јулија Цезара у пројекцији Шекспирове драме (1990), Понтија Пилата у екранизацији [The Master and Margarita[|Мајстора и Маргарите]] (1994), као и осветничког ветерана стрелца у Пуковнику Ворошиловског пука (1999), у режији Станислава Говорухина. Преминуо је 26. марта 2007. године од интестиналне болести.

## Изабрана филмографија
- Кућа у којој живим (1957) као Дмитриј Федорович Каширин
- Једноставна прича (1960) као Андреја Егорович Данилов
- Тишина (1963) као Пјотр Иванович Биков
- Живе и мртве (1964) као Сергеј Филиппович, командант војске
- Председавајући (1964) као Јегор Трубников
- Ледени блесак (1967) као генерал Александар Горбатов
- Браћа Карамазов (1969) као Дмитри Карамазов
- Лет (1970) као генерал Грегори Лукианович Чарнота
- Ослобођење (1969-71) као маршал Георгије Жуков
- Нациљај (1975) као маршал Георгије Жуков
- Војници слободе (1977) као маршал Георгије Жуков
- Приватни живот (1982) као Сергеј Никитич Абрикосов
- Без сведока (1983) као Он
- Битка за Москву (1985) као маршал Георгије Жуков
- Стаљинград (1989) као маршал Георгије Жуков
- Увод (1987) као Ким Иесенин, писац
- Мајстор и Маргарита (1994) као Понтије Пилат
- Све ће бити у реду! (1996) као деда
- Стрелац Ворошиловог пука (1999) као Иван Фјодорович Афонин
- Антиубица (2002) као отац, шеф банде

## Признања и награде
Уљанов је освојио следеће награде:
- Херој социјалистичког рада (1986)
- Орден заслуга за отаџбину, 3. класа (17. октобар 1996), за различите зауслуге држави и изузетан допринос позоришној уметности
- Два ордена Лењина (1986,?)
- Орден Октобарске револуције (1977)
- Лењинова награда (1966), за улогу Јегора Ивановича Трубникова у дугометражном филму Председавајући
- Државна награда РСФСР, Станиславски (1975), за улогу у представи Дан у дан
- Државна награда СССР-а (1983), за улогу Сергеја Никитича Абрикосова у филму Приватни живот (1982)
- Народни уметник РСФСР-а (1965)
- Народни уметник СССР-а (1969)
- Почасни радник културе Пољске Народне Републике (1974)
- Награда Златни лав (Венецијански филмски фестивал, 1982), за главну улогу у филму Приватни живот
- Орден За част и храброст - за служење руском народу и значку Златни Олимп (2005)
- Једини почасни назив Суперстар (2005)
- Номинација за награду Кинотавр за стваралачку каријеру (1997)
- Награда Златни ован 1999. године за најбољег глумца
- Награда председника Руске Федерације за књижевност и уметност (1998)
- Награда Кристални турандот (1997)
- Златна маска (1999)
- Награда Идол (1999)
- Године 2008, руски танкер нафте назван је „Михаил Уљанов“.